# Tuchlovice
Obec Tuchlovice se nachází v okrese Kladno, kraj Středočeský, zhruba 8 km západně od Kladna a 7 km východně od Nového Strašecí, avšak nejbližší město je Stochov, které se nachází jen asi 2 km západně. Žije zde přibližně 2 800 obyvatel.

## Administrativní členění
Obec sestává ze dvou částí, vlastních Tuchlovic a vesnice Srby, mezi nimiž leží na potoce Loděnici (Kačáku) Turyňský rybník, též zvaný Velké Záplavy. Na severní konec rybníka navazují mokřady, jinak též Malé Záplavy, které jsou hnízdištěm vodních ptáků. Samotné Tuchlovice neleží přímo na Kačáku, ale na jeho pravém přítoku Tuchlovickém potoce a potoce Bambaska.

## Historie

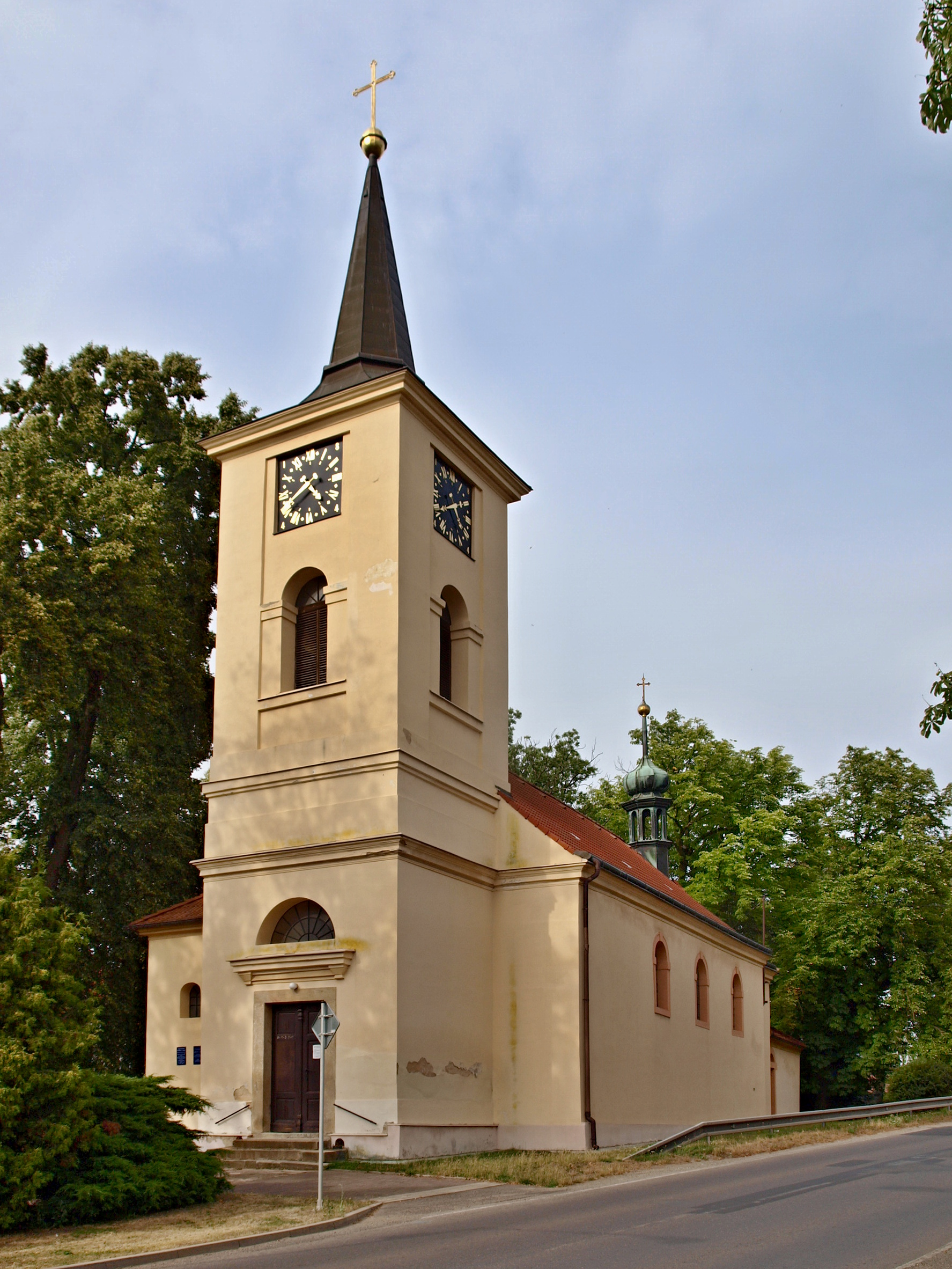
Původně gotický zbarokizovaný kostel sv. Havla na návsi

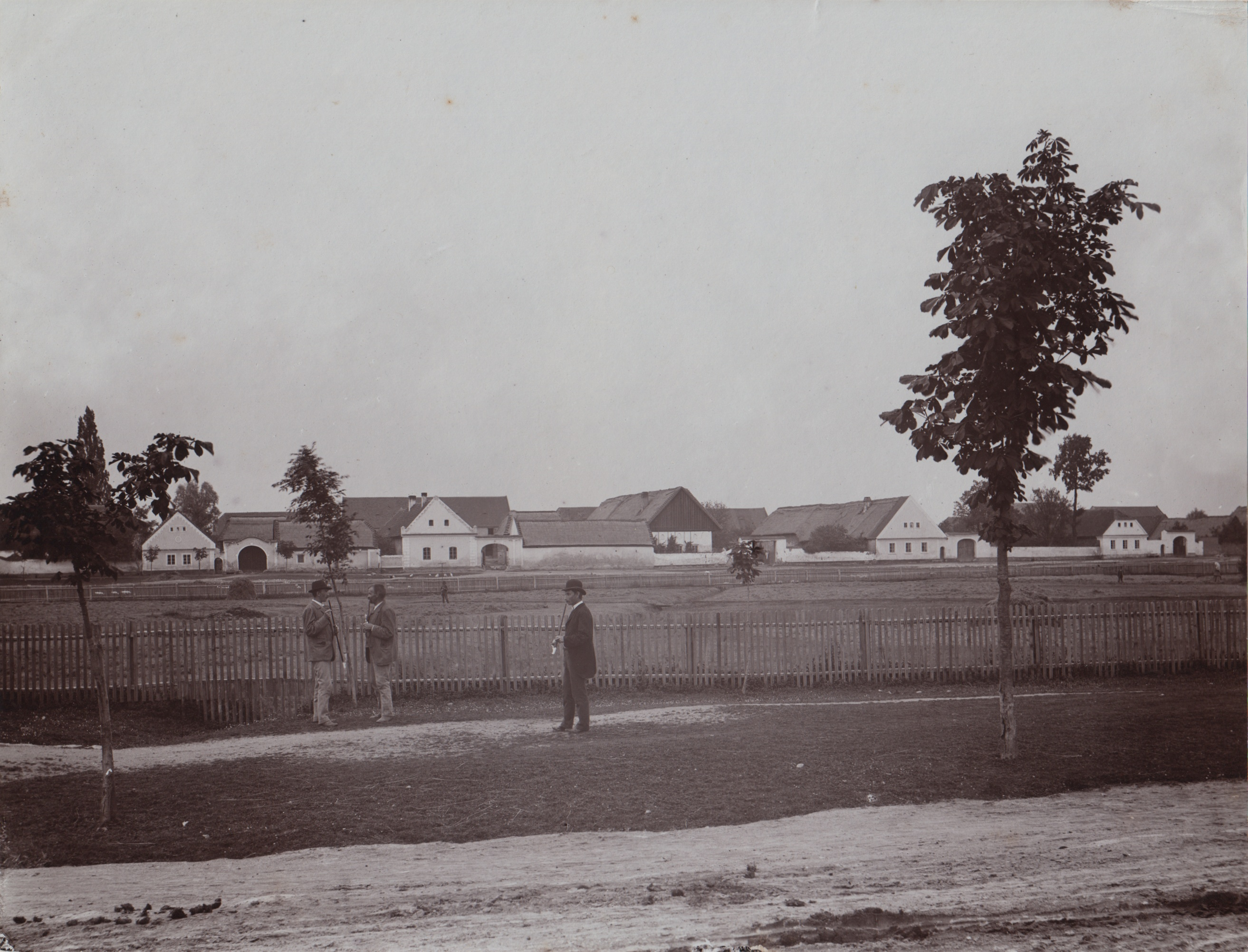
František Duras: Náves v Tuchlovicích za monarchie v roce 1904.

První písemná zmínka o obci pochází z roku 1283. Původ jména obce může být dvojí: buď šlo o člověka, patřícího rodem či službou Tuchlovi (čelední jméno od staročeského jména Tuchla) nebo od slova zatuchlý pro vzduch nad močálovitým okolí obce.

### Územněsprávní začlenění
Dějiny územněsprávního začleňování zahrnují období od roku 1850 do současnosti. V chronologickém přehledu je uvedena územně administrativní příslušnost obce v roce, kdy ke změně došlo:
- 1850 země česká, kraj Praha, politický okres Rakovník, soudní okres Nové Strašecí[7]
- 1855 země česká, kraj Praha, soudní okres Nové Strašecí[7]
- 1868 země česká, politický okres Slaný, soudní okres Nové Strašecí[7]
- 1937 země česká, politický okres Slaný expozitura Nové Strašecí, soudní okres Nové Strašecí[8]
- 1939 země česká, Oberlandrat Kladno, politický okres Slaný expozitura Nové Strašecí, soudní okres Nové Strašecí[9]
- 1942 země česká, Oberlandrat Praha, politický okres Slaný expozitura Nové Strašecí, soudní okres Nové Strašecí[10]
- 1945 země česká, správní okres Slaný expozitura Nové Strašecí, soudní okres Nové Strašecí[11]
- 1949 Pražský kraj, okres Nové Strašecí[12]
- 1960 Středočeský kraj, okres Kladno[13]

### Rok 1932
V obci Tuchlovice (2142 obyvatel, poštovní úřad, telegrafní úřad, telefonní úřad, četnická stanice, katol. kostel, společenstvo různých živností, sbor dobrovolných hasičů) byly v roce 1932 evidovány tyto živnosti a obchody (výběr): lékař, 3 autodopravci, bio Legion, bio Svépomoc, 2 cihelny, hodinář, hospodářské družstvo, 6 hostinců, hotel, 2 kapelníci, konsum Včela, mlýn, sklad nábytku, 2 pletárny, 5 sadařů, sklenář, spořitelní a záložní spolek pro Tuchlovice, stavební a bytové družstvo, obchod s hospodářskými stroji, zubní ateliér.

## Kultura a sport
Od roku 1994 se v obci pravidelně koná Středočeský folklórní festival Tuchlovická pouť. V kostele sv. Havla jsou pořádány varhanní koncerty Tuchlovický varhanní podzim.
V obci se nachází veřejný bazén a sportovní areál s tenisovými kurty.
Ve vesnici se odehrává i děj filmu Instalatér z Tuchlovic.

## Doprava
- Pozemní komunikace – Obcí vede „stará karlovarská“ silnice II/606 v úseku Pletený Újezd – Tuchlovice – Stochov – Nové Strašecí. Mezi oběma částmi obce probíhá dálnice D6 Praha – Karlovy Vary, nejblíže je ve vzdálenosti 3 km exit 25 (Kačice).
- Železnice – Severní okraj území obce protíná železniční trať 120 z Prahy a Kladna do Rakovníka. Železniční stanice na území obce není. Nejblíže Tuchlovicům je železniční stanice Stochov ve vzdálenosti 2 km západně, ležící na trati 120 z Prahy a Kladna do Rakovníka. Z místní části Srby je nejblíže železniční stanice Kamenné Žehrovice, ležící na zmíněné trati asi 1¼ km na východ od Srb.
- Veřejná doprava 2019 – V obci zastavují autobusové linky jedoucí do těchto cílů: Kladno, Stochov, Lány, Kačice, Nové Strašecí, Rakovník, Řevničov, Praha.

## Pamětihodnosti
- Kostel svatého Havla opata
- Sousoší svatého Jana Nepomuckého
- Vodní mlýn čp. 16
- Mezník

## Rodáci
František Skála (1923–2011), sochař, grafik, malíř, ilustrátor

## Těžba uhlí
- Důl Tuchlovice

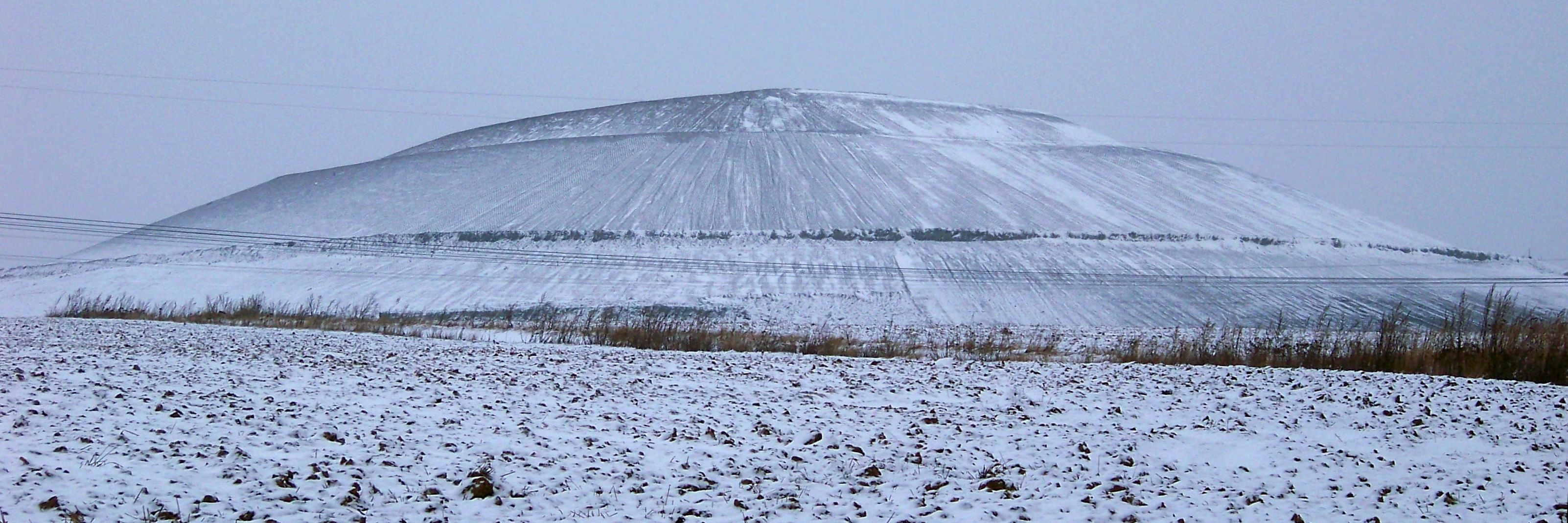
Halda hlušiny z dolu u Tuchlovic

- Tuchlovická halda - halda hlušiny z dolu

## Fotogalerie

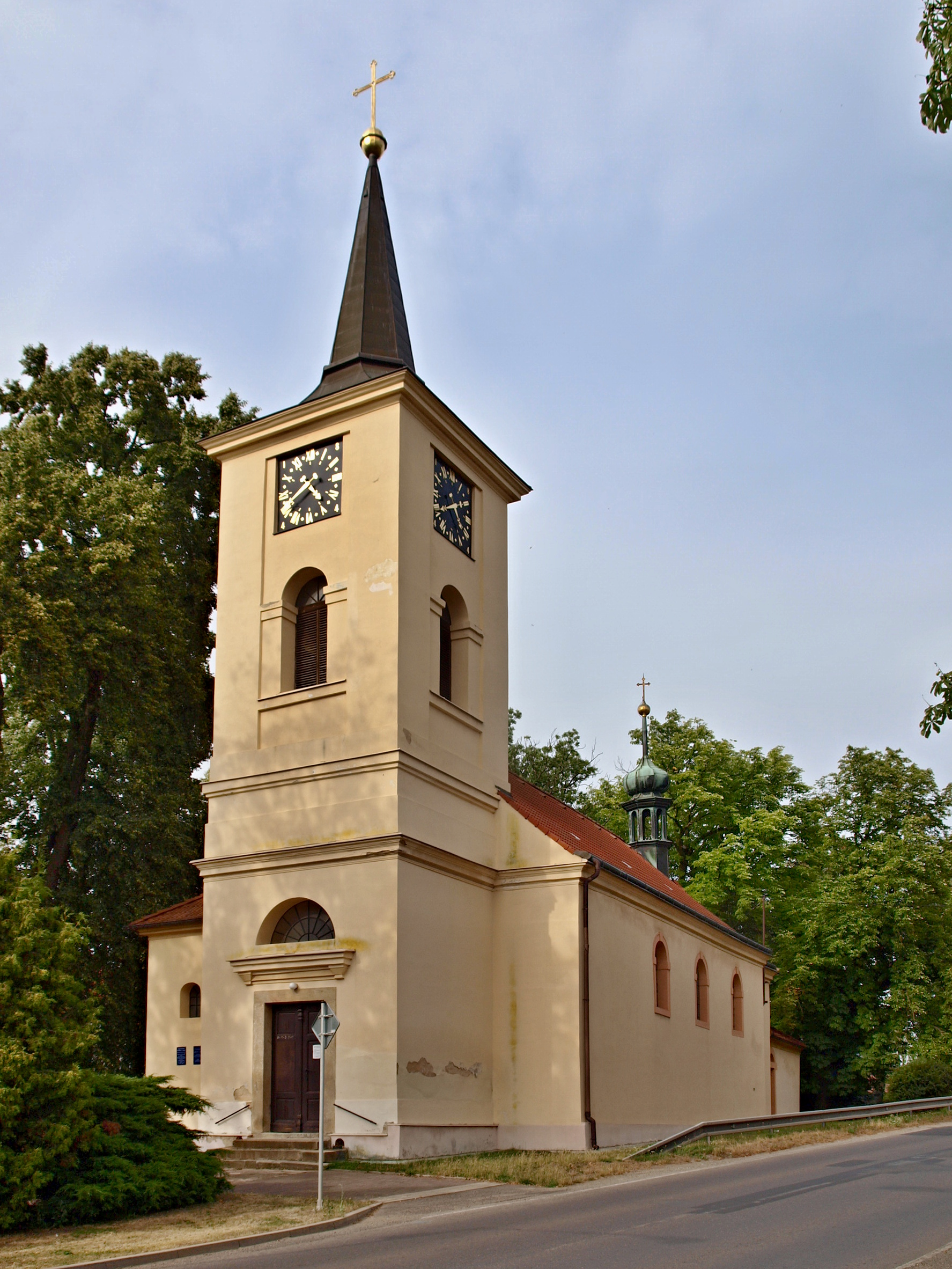
Tuchlovický kostel svatého Havla
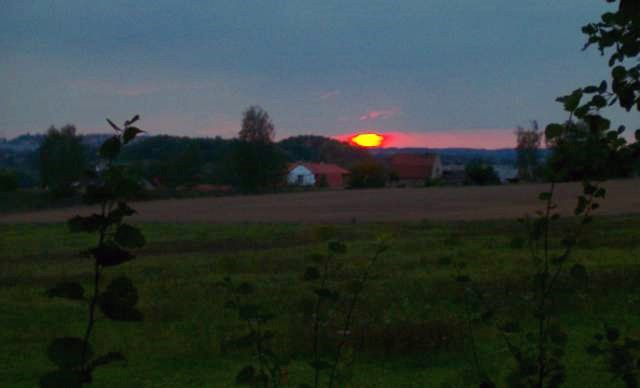
Pohled na Srby
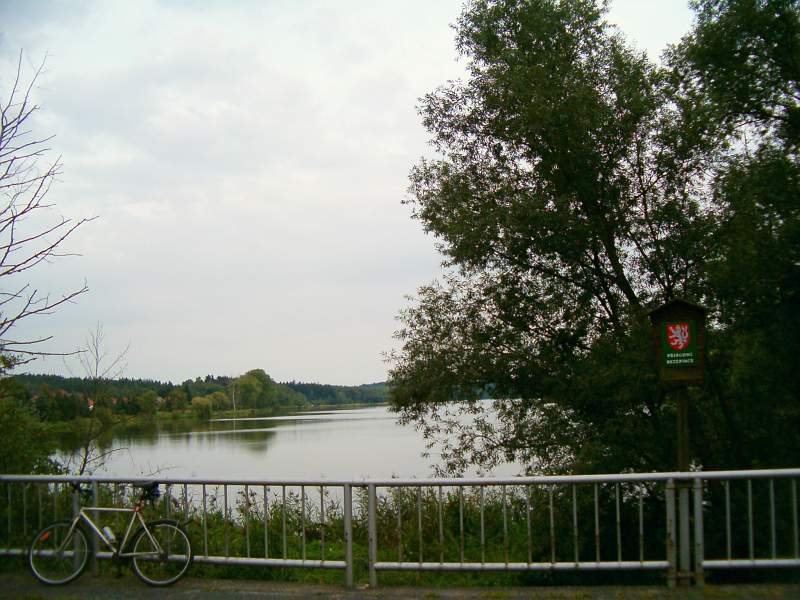
Pohled na „Záplavy“